# 社会教育実践研究センター
社会教育実践研究センター（しゃかいきょういく じっせんけんきゅうセンター、英称: Practical Social Education Research Center）は、日本の文部科学省の国立教育政策研究所に置かれている社会教育に関するセンターである。略称は、社研（しゃけん）である。

## 概要
社会教育実践研究センターは、社会教育に関する調査および研究を行うほか、社会教育に関する各種の講習などを行っている。所在地は、東京都台東区上野公園地区である。
社会教育実践研究センターは、旧・国立社会教育研修所（こくりつ しゃかいきょういく けんしゅうじょ）に改組が重ねられたものである。旧・国立社会教育研修所の略称は、国社研（こくしゃけん）であり、現在の社会教育実践研究センターの略称としても用いられることがある。

## 歴史
- 1965年（昭和40年）7月 「国立社会教育研修所」を文部科学省に設置。
- 1986年（昭和61年）7月 「国立教育会館 社会教育研修所」に改組。
- 2001年（平成13年）4月 「国立教育政策研究所 社会教育実践研究センター」に改組再編。

## 所掌事務
社会教育実践研究センターは、次に掲げる事務をつかさどっている。（国立教育政策研究所組織規則第40条）
1. 社会教育指導者および社会教育に関する事業（社会教育事業）に関する政策に係る基礎的な事項の調査および研究を行うこと。
2. 1の事務に関し、日本国内の研究機関、大学その他の関係機関との連絡および協力を行うこと。
3. 日本国内の教育関係機関および教育関係者に対し、社会教育指導者および社会教育事業に関する援助および助言を行うこと。

## 組織
- センター長
  - 企画課
    - 企画係
    - 普及・調査係

  - 社会教育調査官
    - 専門調査員

## 附属施設
- 国立教育政策研究所 社会教育実践研究センター 松戸宿泊施設（千葉県松戸市）（現在廃止手続き中の為利用停止）